# سلطنة دلي
سلطنة دلي (بالإندونيسية: (Kesultanan Deli (Darul Maimoon)‏ هي دولة في شرق سومطرة تأسست في عام 1630.كانت مملكة خاضعة (تدفع الجزية) من 1630 وتم السيطرة عليها من قبل سلطنات مختلفة حتى عام 1814، عندما أصبح سلطنة مستقلة وانفصلت عن سلطنة سياك.
حاكم آتشيه اعتنق الإسلام في منتصف القرن 15. تأسست سلطنة آتشيه علي يد علي مغايات صياح الذي بدأ حملات لتوسيع سيطرته على شمال سومطرة في عام 1520. السلطان إسكندار مودا قام بتوسيع آتشيه بالفتوحات، في عام 1612 هزم دلي عسكريا وضمها.التدخل الهولندي في عام 1861،الذي أدى إلى عقد مع الهند الشرقية الهولندية في العام التالي، وساعدت على الاعتراف باستقلال دلي من آتشيه وسياك.
الآن جزءا من إندونيسيا، لا تزال السلطنة تعد رمزا لتاريخ ميدان.

## قائمة السلاطين

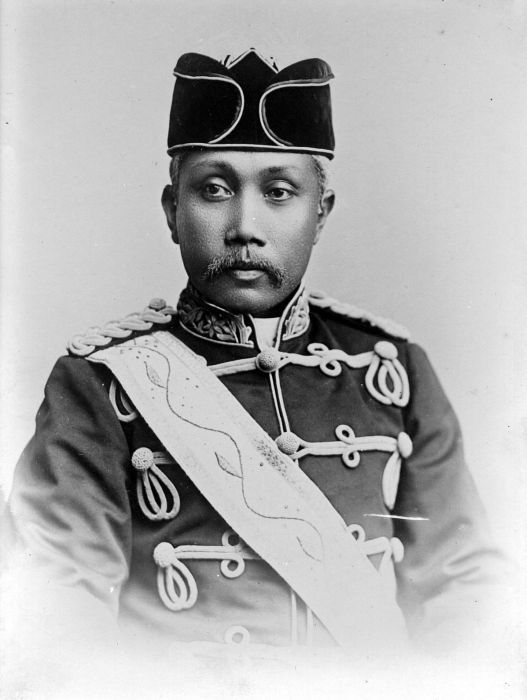
صورة شخصية للسلطان مأمون الرشيد بركاسا عالم، أوائل القرن ال20

- Tuanku Panglima Gocah Pahlawan (1632-1669).
- Tuanku Panglima Parunggit (1669-1698).
- Tuanku Panglima Paderap (1698-1728).
- Tuanku Panglima Pasutan (1728-1761).
- Tuanku Panglima Gandar Wahid (1761-1805).
- السلطان أمل الدين منجيندر (1805-1850).
- السلطان عثمان بركاسا عالم شاه (1850-1858).
- السلطان محمود الرشيد بركاسا عالم صياح (1858-1873).
- السلطان مأمون الرشيد بركاسا عالم صياح (1873-1924).
- السلطان أمل الدين الثاني بركاسا عالم (1924-1945).
- السلطان عثمان الثاني بركاسا عالم صياح (1945-1967).
- السلطان عزمي بركاسا عالم الحج (1967-1998).
- السلطان عثمان محمود بركاسا عالم(5 مايو 1998 – 21 يوليو 2005).
- السلطان محمود لامنجيجي بركاسا عالم (منذ 22 يوليو 2005).